# Persson Invest
Persson Invest är ett svenskt investmentbolag, som har sitt säte i Östersund och verksamhet inom tre områden: fordonsförsäljning, sågverk och skogsförvaltning samt fastighetsförvaltning. Det har en geografisk tyngdpunkt i Jämtland och övriga Norrland.
Persson Invest har sina rötter i en agentur för Volvos person- och lastbilar och i Östersund, som 1932 övertogs av Sven O. Persson och hans bror Gustaf Persson. Deras företag Bilbolaget Östersund AB expanderade med andra Volvo-agenturer i Norrland. Under andra världskriget drev Sven O Persson vedhandel på uppdrag av Statens bränslekommission. Efter uppdelning av bilförsäljningsföretaget mellan bröderna Persson 1955 växte Sven O. Persson företagsengagemang med nya verksamheter i andra bolag, vilket 1968 ledde till bildandet av holdingbolaget Persson Invest AB och en koncernbildning. I samband med detta fördelades 80 procent av Sven O. Perssons ägande mellan hans fem barn.
Sven O. Persson var koncernchef till 1985 och efterträddes av äldste sonen Olle Persson (född 1935) 1985-95, vilken i sin tur efterträddes av sin yngre bror  Bob Persson 1995–2011. Den externt rekryterade Björn Rentzhog (född 1969) tog över 2011. Sven. O Persson var styrelseordförande till 1988. Hans svärson Gunnar Johansson var ordförande 1953-2011 och han efterträddes av Bob Persson 2011.
Persson Invest är en av Sveriges större skogsägare och har omkring 100.000 hektar skogsmark. Koncernen har gått in i, omstrukturerat och lämnat olika företag som 1974–89 Till-bryggerierna och 1969–80 lantbruksmaskins- och snöskotertillverkaren Aktiv Fischer i Morgongåva. År 1961 byggdes en spånskivefabrik utanför Östersund och under 1990-talet konsoliderades fem spånskivefabriker i Byggelit AB, som 1995 övertogs av Olle Persson. År 1969 köptes skotaretillverkaren Aktiv Doroverken i Lycksele, som såldes på 1980-talet.